# 어벤던드 (2006년 영화)
《어밴던드》(영어: The Abandoned, 스페인어: Los abandonados)는 스페인, 영국, 불가리아에서 제작한 나초 세르다 감독의 2006년 공포 영화이다. 애너스테이자 힐리, 카렐 로덴 등이 주연으로 출연하였고, 카를로스 페르난데스 등이 제작에 참여하였다.

## 줄거리
러시아에서 태어나 친어머니가 친아버지에게 살해된 후 영국으로 입양돼 자란 미국의 영화 제작자 마리는 러시아의 지역 공증인으로부터 물려받은 집이 있다는 연락을 받고 이를 보러간다. 그곳에서 마리는 다른 가정에 입양돼 자란 이란성 쌍둥이 남자 형제 니콜라이를 만난다.
둘은 과거와 현재를 끊임없이 오가는 기이한 집에서 도플갱거들, 그리고 아버지를 마주친다. 아버지는 두 남매를 죽여서라도 함께 하려고 한다.
어쩌면 마리는 자신이 깨닫기보다 훨씬 전부터 시간의 악순환 속에 빠져있었는지도 모른다.

## 출연
- 애너스테이자 힐리 - 마리 존스 역
- 카렐 로덴 - 니콜라이 역
- 발렌틴 가네프 - 안드레이 미샤린 / 콜랴 카이도놉스키 역
- 파라스케바 듀케로바 - 올가 카이도놉스카야 역
- 카를로스 레이그플라사 - 아나톨리 역

## 기타 제작진
- 라인 제작: 테레사 헤파엘, 호세 루이스 히메네스
- 공동 제작: 퀘이시 딕슨
- 보조 제작: 캐럴라 애시, 알베르트 마르티네스 마르틴
- 배역: 스티브 데일리, 루시 레넉스
- 미술: 발테르 가야르트
- 세트: 츠베타나 얀코바
- 의상: 산드라 클린체바